# Антоновские яблоки
«Антоновские яблоки» — рассказ Ивана Алексеевича Бунина, написанный в 1900 году и опубликованный в петербургском журнале «Жизнь» (№ 10) с подзаголовком «Картины из книги „Эпитафии“». В произведении, построенном как лирический монолог-воспоминание, присутствуют мотивы прощания с разоряющимися дворянскими гнёздами и уходящим в прошлое усадебным миром.

## История создания и публикации
Замысел рассказа «Антоновские яблоки», входящего в условный цикл бунинских произведений-эпитафий, вероятно, возник у автора в 1891 году, когда он гостил в имении брата Евгения. В письме, адресованном своей гражданской жене Варваре Пащенко, Иван Алексеевич рассказывал, как утром, выйдя на крыльцо, он почувствовал запах антоновских яблок и одновременно испытал ностальгию по «крепостному времени»: «Право, я желал бы пожить прежним помещиком! Вставать на заре, уезжать в „отъезжее поле“, целый день не слезать с седла, а вечером со здоровым аппетитом… возвращаться по стемневшим полям домой». Желание опоэтизировать старопомещичий быт, прозвучавшее в письме к Пащенко, воплотилось через девять лет в рассказе «Антоновские яблоки», основная тема которого связана с лирическими воспоминаниями об уходящей в прошлое дворянской культуре.
«Антоновские яблоки» были впервые опубликованы в журнале «Жизнь» в 1900 году, однако работу над шлифовкой текста Бунин не прекращал в течение двух десятилетий. Так, готовя рассказ к включению в сборник «Перевал» (1912), Иван Алексеевич изъял из произведения несколько первых абзацев, начинавшихся так: «Антоновские яблоки… Где-то читал, что Шиллер любил, чтобы в его комнате лежали яблоки: улежавшись, они своим запахом возбуждали в нём творческие настроения». Большие изменения (по сравнению с начальными редакциями) были внесены писателем и в те варианты рассказа, что были напечатаны в Полном собрании сочинений Бунина (1915) и сборнике «Начальная любовь» (1921).

## Сюжет

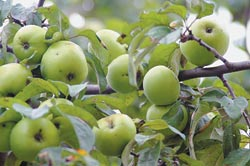
Антоновка

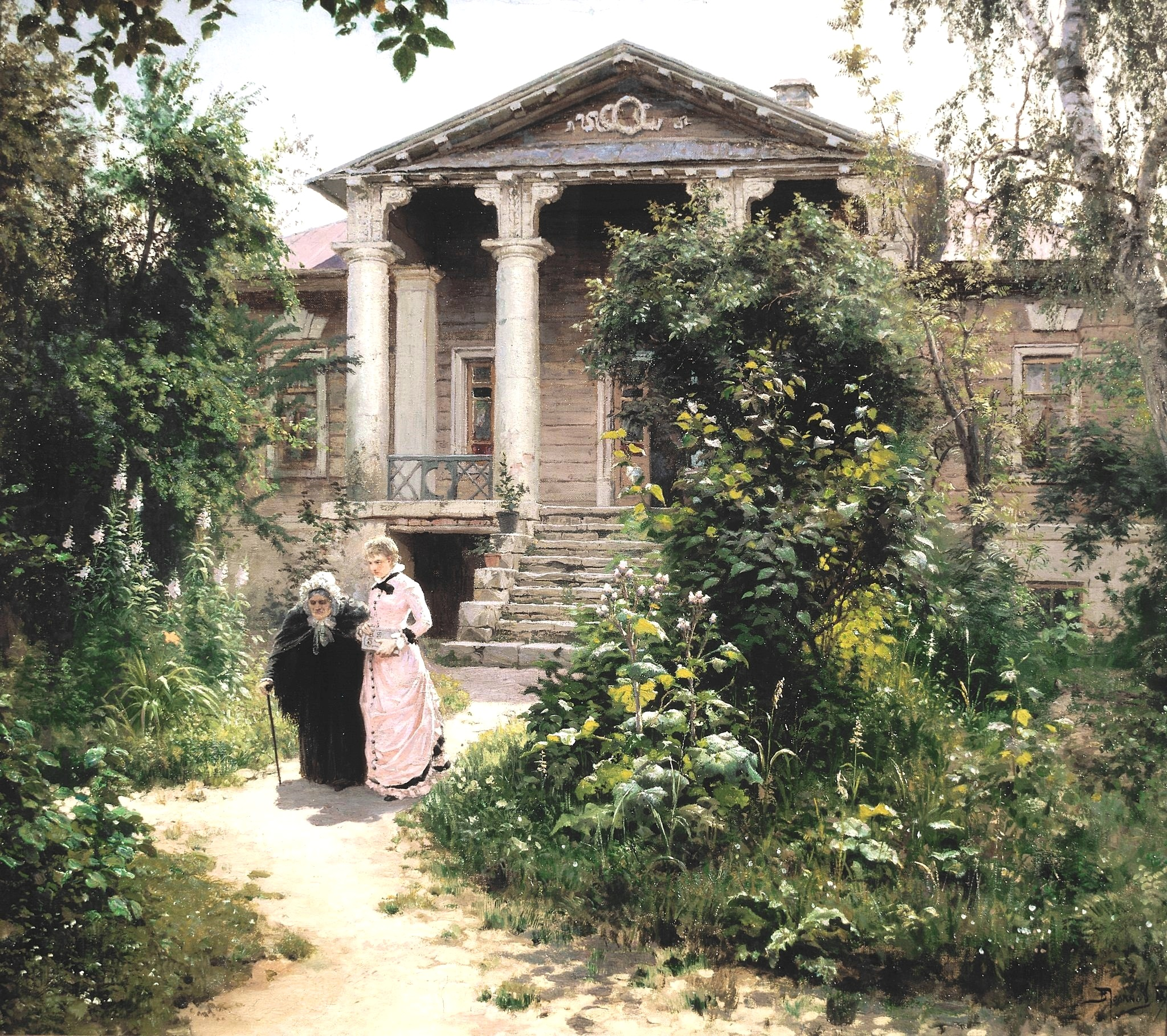
В. Д. Поленов, «Бабушкин сад», 1878

Рассказ построен как чередование картин дворянской сельской жизни. Лирический герой вспоминает раннюю осень, золотой сад, кленовые аллеи и запах антоновских яблок; ночью их насыпают в повозку и отправляют в город. В народе говорят, что «ядрёная антоновка — к весёлому году», и урожай яблок напрямую связывают с количеством уродившегося хлеба. Далее в памяти рассказчика возникает окружённая вековыми деревьями усадьба его тётки — здесь приезжего гостя ещё у ворот встречают люди. Среди них — «последние могикане дворового сословия»: старики и старухи, давно вышедшие в отставку; пожилой повар, напоминающий Дон Кихота; седой кучер, доставляющий хозяйку к обедне. Сам дом — сумрачный, чистый и прохладный; в комнатах стоят кресла, инкрустированные столы, зеркала в витых рамах. К гостю выходит тётка, и во время разговоров «про старину, про наследства» на столе появляются угощения — сначала яблоки, запахом которых пропитаны все помещения, затем — варёная ветчина, блюда из птицы, маринованные овощи и сладкий красный квас. Столь же прочным и упорядоченным кажется быт местных «богатых мужиков» — Савелия, Игната, Дрона: в их хозяйствах разводят пчёл, держат жеребцов, в амбарах хранятся холсты и прялки.
Воспоминания, посвящённые охоте, переносят рассказчика в усадьбу Арсения Семёныча, где после обеда собираются люди, облачённые в поддёвки и высокие сапоги. Ближе к вечеру шумная ватага, окружённая собаками, отправляется на лошадях в «какой-нибудь Красный Бугор или Гремячий Остров». Ночью, выйдя из леса, охотничья компания добирается до усадьбы соседа-помещика и задерживается у него на несколько дней. В иные дни герой просыпается поздно — охотники ещё на заре уехали в леса и поля. Оставшись в одиночестве, юный «барчук» знакомится с домом, листает тяжёлые книги с чернильными пометками на полях и пожелтевшие журналы с произведениями Пушкина, Жуковского, Батюшкова, изучает висящие на стенах портреты женщин и девушек со старинными причёсками — бывших хозяек дворянских гнёзд. Вместе с исчезновением запаха антоновских яблок ушли в прошлое помещичьи усадьбы, замечает рассказчик.

## Художественные особенности
«Антоновские яблоки» не имеют традиционного сюжета: рассказ, представляющий собой монолог-воспоминание, построен с помощью «техники ассоциаций», близкой к поэтическому тексту. В сознании рассказчика происходит постепенная смена картин, движение идёт от прошлого (старосветской идиллии) к настоящему («чахнущим серым деревушкам»). Разорение дворянских гнёзд, воспринимавшееся Буниным как историческая драма, соотносится с неизбежностью смены времён года: былое помещичье изобилие ассоциируется у него с щедрым летом, тогда как распад вековых устоев напрямую связан с осенью, порой увядания и периодом светлой грусти.

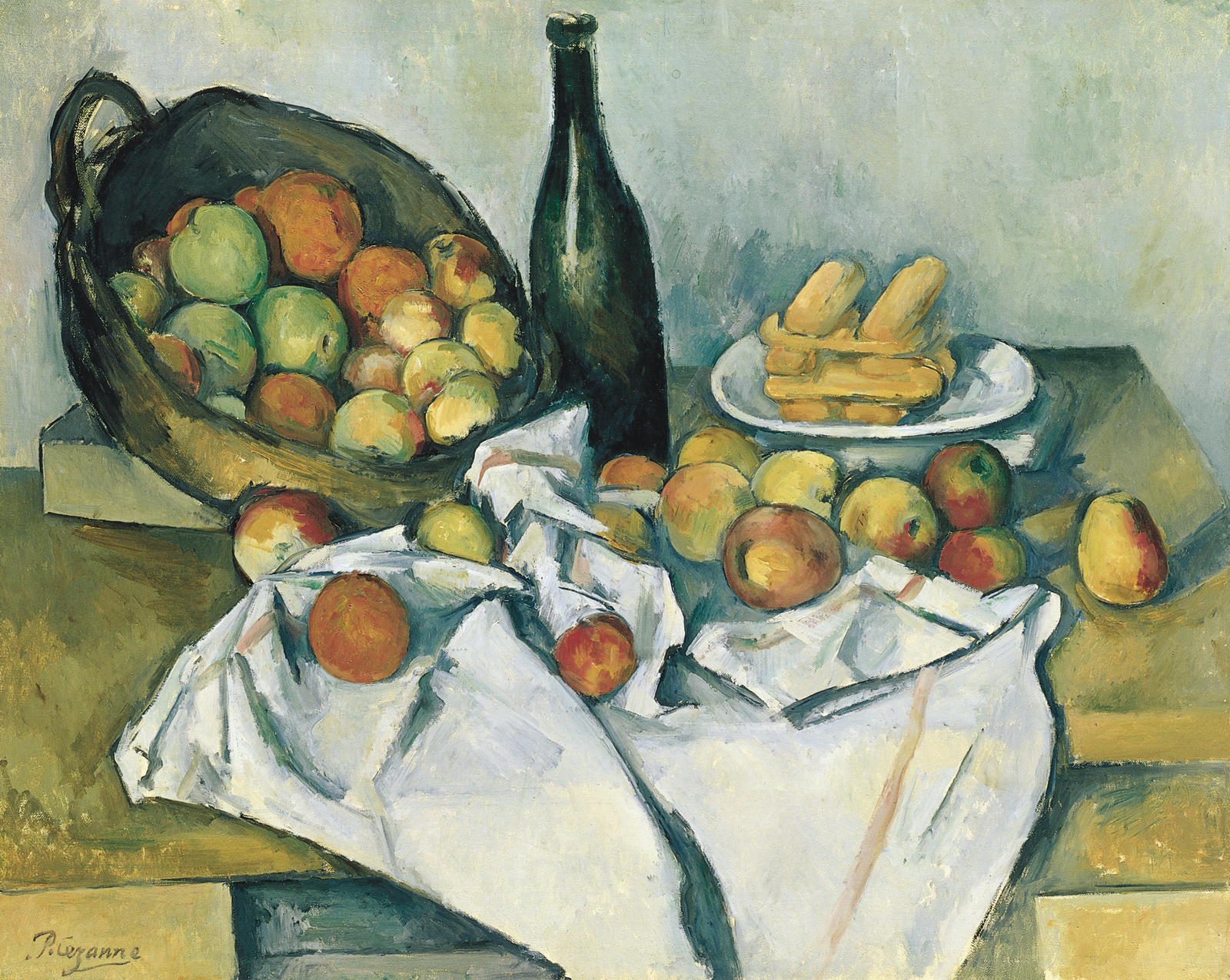
Поль Сезанн, «Корзина яблок», 1895

Через три года после выхода в свет «Антоновских яблок» был написан чеховский «Вишнёвый сад». В обоих произведениях образ сада является центральным; герои рассказа и пьесы вспоминают о нём с лёгкой горечью — как о безвозвратно ушедшем времени, в котором царила гармония. Но если у Чехова вместе с рубкой сада происходит «разрушение этой гармонии», то «у Бунина гармония присутствует везде: и в прошлом и в настоящем». Столь же заметным является в рассказе и образ яблок — в тексте присутствуют как отсылки к фольклору (яблоко — это своеобразный символ продолжения рода), так и эмоциональный подтекст: запах антоновки несёт в себе любовь к жизни.
Исследователи сравнивают язык рассказа с акварельными штрихами или масляными мазками: произведение изобилует множеством живописных подробностей, из которых образуются «изящная простота, совершенная точность рисунка… прозрачность светлых, серебристых красок, лёгкие, чуть пряные запахи». По словам Валентина Катаева, считавшего себя учеником Бунина, Иван Алексеевич был с детства наделён повышенной восприимчивостью к звукам, краскам и иным явлениям мира. Его зрение позволяло увидеть «все семь звёзд в Плеядах», а слух был таким, что в отроческие годы будущий писатель мог за версту разобрать дальний свист птицы. Поэтому он наполнил «Антоновские яблоки» ароматом мёда, запахом осенней свежести, опавшей листвы, грибной сырости, старинных книг в кожаных обложках.

## Отзывы и рецензии. Пародия Куприна
«Антоновские яблоки» вызвали неоднозначную реакцию в литературном сообществе России. Так, Максим Горький, ознакомившись с рассказом, сравнил Бунина с «молодым богом», который «спел красиво, сочно, задушевно». Но тот же Горький, высоко оценив художественное дарование автора, выразил категорическое несогласие с общей идеей, заложенной в произведении. С некоторым недоумением встретила рассказ петербургская газета «Россия» (1900, № 556) — в заметке публициста Игнатия Потапенко отмечалось, что в «Антоновских яблоках» «всё никак не можешь дочитаться до главного», потому что Бунин «описывает всё, что попадётся под руку». Рассказ стал темой для обсуждения в московском литературном кружке «Среда» — как писал старший брат Ивана Алексеевича, Юлий Бунин, мнения его участников разделились: «Иные, весьма одобряя… „Антоновские яблоки“ с художественной стороны, упрекали его [автора] в пристрастии к старопомещичьему быту».
В 1906 году в петербургском журнале «Жупел» (№ 3) появилась пародия Александра Куприна «И. А. Бунин. Пироги с груздями», в которой была иронически обыграны основные мотивы «Антоновских яблок». Куприн, с одной стороны, сохранил элегическую интонацию бунинского рассказа, включив в текст его узнаваемые метафоры; с другой — довольно ехидно «передразнил» Ивана Алексеевича: «Сижу я у окна, задумчиво жую мочалку, и в глазах моих светится красивая печаль… Где ты, прекрасное время пирогов с груздями, борзых, густопсовых кобелей, отъезжего поля, крепостных душ, антоновских яблок, выкупных платежей?». Существует версия, что эта пародия стала «литературной местью» Куприна, которого Бунин в одном из разговоров весьма небрежно назвал «дворянином по матушке».

Соль известной пародии А. И. Куприна на эту бунинскую «эпитафию» в её названии — «Пироги с груздями». Вместо совсем «нематериального», просто поэтического аромата антоновских яблок, с которым у Бунина ассоциируется былая дворянская домовитость и старосветское благополучие, — «пирог с груздями», хотя и очень прозаический, но зато вполне материально устраивающий жизненное благополучие усадебного быта.